# Егрек
Егрек е село в Южна България. То се намира в община Крумовград, област Кърджали.

## География
Село Егрек се намира в планински район. На няколко километра от границата с Гърция. Природата около него е много красива.

## История
През XIX век Егрек е село. През 1830 година има 80 къщи, през 1878 – 100, през 1912 – 105, а през 1920 г. – 117.. През 1985 година жителите на Егрек са 1149 души.

## Население
Численост и дял на етническите групи според преброяването на населението през 2011 г.:
|                     | Численост | Дял (в %) |
| Общо                | 615       | 100,00    |
| Българи             | 367       | 59,67     |
| Турци               | 10        | 1,62      |
| Цигани              | 0         | 0,00      |
| Други               | 15        | 2,43      |
| Не се самоопределят | 16        | 2,60      |
| Неотговорили        | 207       | 33,65     |

## Културни и природни забележителности
Егрек разполага с едно училище – ДОУ „Васил Левски“ и целодневна детска градина – ЦДГ „Лилия Карастоянова“. Селото има и читалище. В Егрек има 5 действащи и до днес и ползвани от населението воденици. То е рекордьор с тях в Кърджалийския регион, а може би и в цяла България. В селото има и римски мост. Малко селце с уникална планинска природа!

## Редовни събития
Всяка година в началото на септември месец се прави събор, на който се събират хора от целия район.

## Други
Етимология на думата – лятна кошара за добитък , лятото добитъкът се е изкарвал на планинска паша и запирал нощем във временни кошари, зимата се е свалял в населените места.